# Katrine Lund
Katrine Aannestad Lund, född 9 november 1994 i Kongsbergs kommun, är en norsk sportskytt. Hon tävlar för Elverum Rifle Klubb. Hennes bror, Kim-André Lund, är också en sportskytt.

## Karriär

### 2021–2022
Vid EM 2021 i Osijek tog Lund silver i lagtävlingen i 50 meter gevär tre ställningar tillsammans med Jeanette Hegg Duestad och Jenny Stene. De tävlade även tillsammans i lagtävlingen i 10 meter luftgevär, där det blev förlust mot Rumänien i bronsmatchen.
Vid EM i 10 meter luftvapen 2022 i Hamar tog Lund silver i lagtävlingen i 10 meter luftgevär tillsammans med Jeanette Hegg Duestad och Milda Marina Haugen. Vid VM 2022 i Kairo tog hon guld i lagtävlingen i 300 meter gevär tre ställningar tillsammans med Jeanette Hegg Duestad och Jenny Vatne efter att ha besegrat Schweiz i finalen. De tog även guld tillsammans i lagtävlingen i 300 meter liggande gevär.

### 2023–2024
Vid EM i 10 meter luftvapen 2023 i Tallinn tog Lund guld i lagtävlingen i 10 meter luftgevär tillsammans med Jeanette Hegg Duestad och Jenny Stene. Hon slutade även på 13:e plats individuellt i 10 meter luftgevär efter att ha missat finalen med en liten marginal. Vid VM 2023 i Baku tog Lund guld i 300 meter gevär 3 ställningar, vilket var hennes första individuella guld på ett internationellt mästerskap. Hon tog även guld i lagtävlingen i samma gren samt silver i lagtävlingen i 300 meter liggande gevär tillsammans med Jeanette Hegg Duestad och Jenny Vatne.
Vid EM 2024 i Osijek tog Lund brons i 300 meter gevär 3 ställningar samt guld i lagtävlingen i samma gren tillsammans med Jenny Vatne och Oda Flikkerud.